# Ut Muziek
Ut Muziek is een volksmuziekgroep die bestaat sinds 1973 en zich toelegt op het uitvoeren van de traditionele muziek uit de Kempen en Noord-Brabant. Een groot gedeelte van het instrumentarium werd door de leden zelf gebouwd.
De liederen zijn opgetekend bij oudere mensen in de provincie. Het liedarchief bestaat momenteel uit zo'n 15.000 liederen (bandopnamen, liedbladen, handschriften) en enkele tientallen dansen. Voor een groot gedeelte zijn de teksten reeds uitgewerkt en zijn er transcripties gemaakt. Het repertoire van Ut Muziek bestaat bijna uitsluitend uit bewerkte liederen en melodieën uit het liedarchief. 

## Samenstelling
Ut Muziek bestaat uit:
- Karel Franken; contrabas, accordeon, vlier, viool, fluitjes, zang en kleppers
- Nel Franken; klarinet, vlier, rommelpot, zang en fluit
- Herman Ritter; viool, doedelzak en vlier
- Harrie Franken; zang, accordeon, tienbasser, viool, vlier en draailier

## Uitgaven
In 1978 verscheen er een bloemlezing uit het archief: Franken, Harrie; Liederen en dansen uit de Kempen, Hapert 1978, uitgegeven door de stichting Brabants Heem. Het boek bevat ruim 400 liederen met muziek en een inleiding. Bij Drukkerij-uitgeverij De Kempen verschenen negentien delen van de reeks Kroniek van De Kempen (1981-2000), waarin nog eens zo'n 1000 liederen (met muziek en commentaar) en volkse voordrachten werden gepubliceerd.
Het complete repertoire met muziek en info is gebundeld ter gelegenheid van het 25-jarig bestaan in Utmuziekboek met meer dan 100 liederen.

## Discografie
- Kerst- en Nieuwjaarsliederen (met medewerking van Gerard van Maasakkers) (LP)
- Verhalende liederen (LP en CD)
- Feestliederen (LP en CD)